# Les Clouzeaux
Les Clouzeaux foi uma comuna francesa na região administrativa da Pays de la Loire, no departamento de Vendéia. Estendia-se por uma área de 26,49 km². Em 2010 a comuna tinha 2 529 habitantes (densidade: 95,5 hab./km²).
Em 1 de janeiro de 2016, passou a formar parte da nova comuna de Aubigny-Les Clouzeaux.